# Rolf Koolman
Rolf Koolman (* 27. Juni 1900 in Osnabrück; † 21. April 1954 in Lübeck) war ein deutscher Silberschmied und Metallgestalter.

## Leben

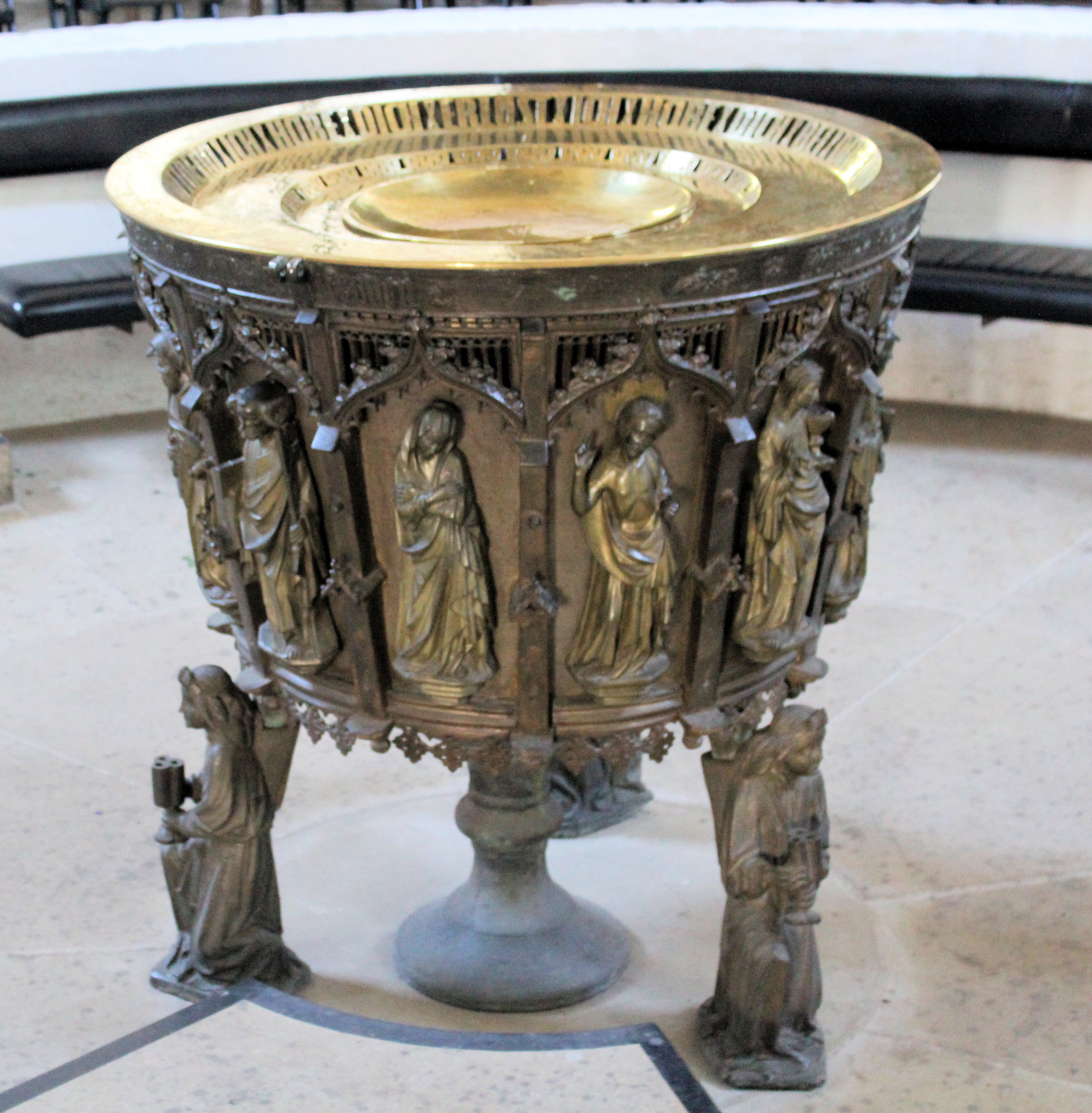
Einsatzschale Koolmans im Taufbecken des Lübecker Doms von Lorenz Grove (1455)

Der aus friesischer Familie stammende Koolman besuchte nach dem Ersten Weltkrieg kurzzeitig die Kunstgewerbe- und Handwerkerschule Magdeburg und war Schüler in der Entwurfsklasse des Malers Franz Fiebiger. Nach ersten Arbeiten in seiner Werkstatt im elterlichen Haus zog es ihn in den Norden, wo er in Lübeck seine Arbeitsumgebung fand. Am 14. April 1926 eröffnete er in der Augustenstraße seine Werkstatt. Seine Arbeit war geprägt von den Idealen der Jugendbewegung, der Neuen Sachlichkeit und dem, was er Werkgesinnung nannte. Ab 1928 gehörte er zusammen mit Alen Müller-Hellwig und anderen „fortschritllich eingestellten“ Lübecker Handwerkern der auf Initiative von Carl Georg Heise gegründeten Werkgruppe des Lübecker Kunstgewerbevereins an. Im gleichen Jahr erwarb Heise für das Museum Behnhaus erste Arbeiten von Koolman, ebenso 1930 eine versilberte Kanne aus Messing. 1929/30 war er auf der vom Kunstdienst der evangelischen Kirche organisierten Wanderausstellung Kult und Form – Neue Evangelische, Katholische und Jüdische Gebrauchskunst vertreten. Die Ausstellung wurde zuerst im Februar 1929 in Magdeburg gezeigt und danach in Hamburg und Berlin, wo sie mit einem Vortag von Paul Tillich eröffnet wurde. 1931 stattete er die neuerbaute Kreuzkapelle in Lübeck-St. Jürgen mit Altargeräten und einem Kreuz aus.
1933 wurden Werke von ihm als Teil einer Ausstellung der „besten und reifsten Werke“ neuer deutscher Kirchenkunst auf der Weltausstellung A Century of Progress in Chicago gezeigt. Neben kirchlicher Kunst schuf Koolmann in Zusammenarbeit mit Lübecker Architekten zahlreiche Werkstücke: „Neben getriebenen Schalen, Kügen, Büchsen und Dosen verschiedenster Art gestaltete er Beleuchtungskörper, Kaminschutz, Beschläge, Wanduhren“ bis hin zu Besteck. Koolmann blieb lange ein interdisziplinärer Selfmademan. Erst mit der stärkeren Regulierung des Handwerks in der Zeit des Nationalsozialismus mit der Einführung des großen Befähigungsnachweises und der Handwerkskarte 1935 legte er eine Meisterprüfung als Silberschmied ab. 1938/39 wird er im Bericht der von Museumsdirektor Hans Schröder verantworteten und von Asmus Jessen geleiteten „Schulwerkstätten des St. Annen Museums“ als Lehrer neben anderen bekannten Lübecker Vertretern des Handwerks genannt. Eins seiner Werke aus dieser Zeit war die Amtskette für den Lübecker Bürgermeister nach einem Entwurf von Asmus Jessen, die jedoch nie benutzt wurde.

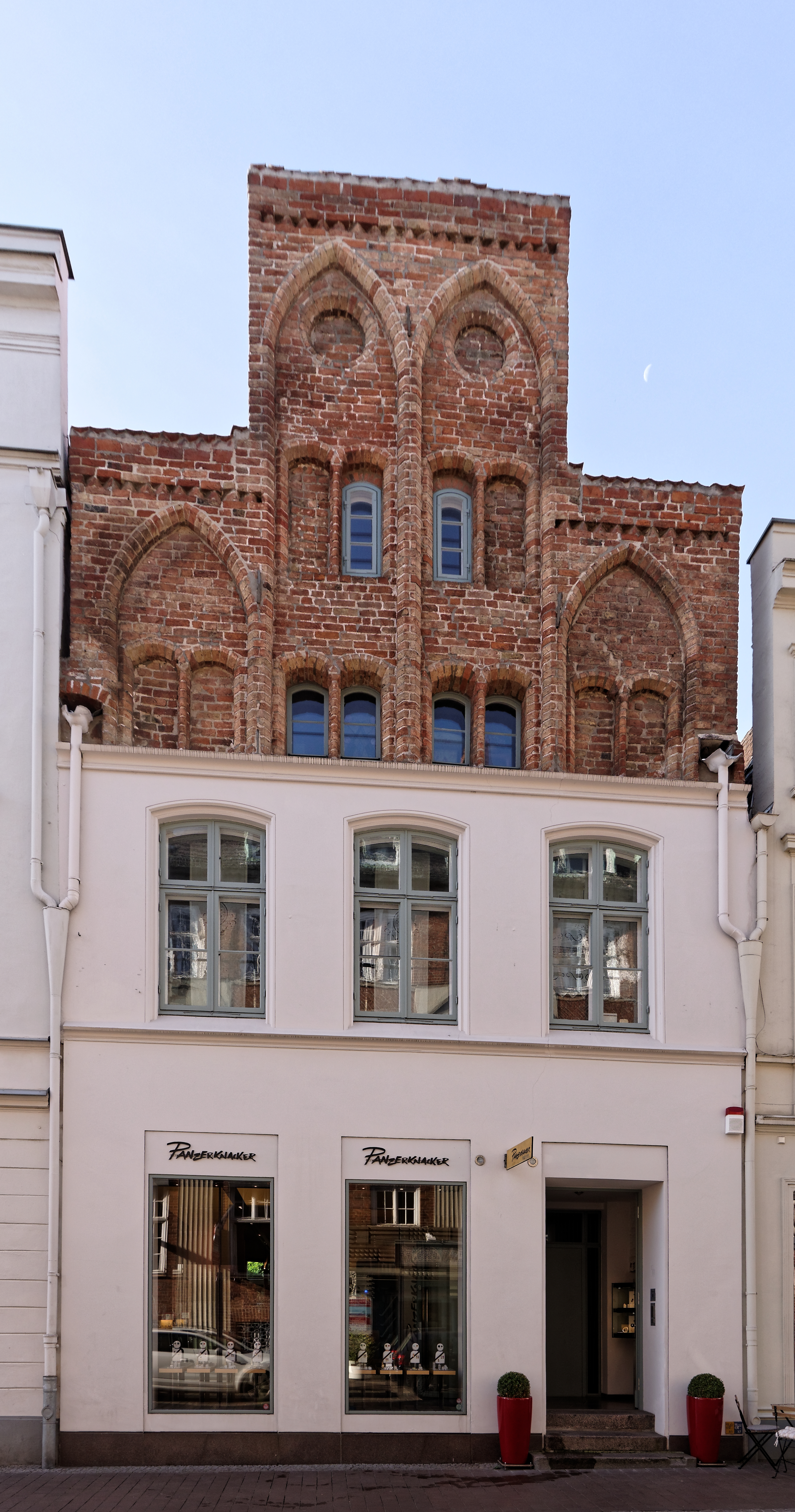
Fleischhauerstraße 56 (2016)

Koolmans Werkstatt befand sich später in der Fleischhauerstraße 56. Nach seinem Tod ging die Werkstatt käuflich an den Gold- und Silberschmiedemeister Walter Jarck über und wurde nach Hamburg-Blankenese, Vörloh 9 verlegt. Koolman wurde auf dem Burgtorfriedhof beigesetzt.
Zu seinen Meisterschülern zählte Werner Oehlschlaeger, der Koolmans Tradition in Lübeck weiterführte.
Der Biochemiker Jan Koolman (* 1943) ist ein Sohn von Rolf Koolmann. Ein weiterer Sohn, Michael Koolman (1945–2018), produzierte Anfang der 2010er Jahre in Bubenreuth Wasserspiele, die auf Entwürfen seines Vaters vom Anfang der 1950er Jahre beruhten und von Manufactum vertrieben wurden.